# Iveta Korešová
Iveta Korešová (született: Luzumová, Písek, 1989. április 3. –) cseh kézilabdázó, irányító, a német Thüringer HC játékosa.

## Pályafutása

### Klubcsapatokban
Iveta Luzumová Písek városában született és a helyi csapatban, a Sokol Písekben kezdte pályafutását. A 2009–10-es, a 2010–11-es és a 2011–12-es idényben szerepelt csapatával a Challenge-kupában. 2012 nyarán légiósnak állt és a francia Mios Biganoshoz igazolt. Egy évet követően a német első osztályú Thüringer HC-hez került, akikkel 2014-ben, 2015-ben, 2016-ban és 2018-banmegnyerte a német bajnokságot és bemutatkozhatott a Bajnokok Ligájában is. 2020 februárjában bejelentette, hogy várandós, ezért szünetelteti pályafutását.

### A válogatottban
Luzumová 2009-ben mutatkozott be a cseh válogatottban, részt vett a 2012-es és 2016-os Európa-bajnokságon, a 2013-as valamint a 2017-es világbajnokságon. A 2013-as világbajnokságon harminc góljával a legeredményesebb cseh játékos volt.